# Samuel D. McEnery
Pour les articles homonymes, voir McEnery.
Samuel D. McEnery, né le 28 mai 1837 et mort le 28 juin 1910, est un homme politique américain du Parti démocrate, élu gouverneur de Louisiane du 16 octobre 1881 au 20 mai 1888.